# Азнакаєво
Азнака́єво (рос. Азнакаево, тат. Aznaqay, Азнакай) — місто (з 1987 року) в Росії, у Республіці Татарстан. Адміністративний центр Азнакаєвського району.
Розташоване за 34 км від залізничної станції Ютаза. Видобуток нафти і газу. Підприємства будматеріалів і харчові. Населення — 32 тисяч чоловік (2021).